# 이기수 (1945년)
이기수(1945년 12월 30일 ~ )는 고려대학교 제17대 총장이며, 법학과 교수이다. 고려대학교에서 학생처장, 기획처장 등 주요 보직을 거친 후 2008년 2월 고려대학교 제17대 총장에 선임되었다. 상법 및 경제법, 지적재산권법에 정통한 학자로서, 한국상사법학회, 한국경영법률학회, 한국저작권법학회, 한국법학교수회 회장 등을 역임했다.

## 학력
- 동아고등학교 졸업
- 고려대학교 법학 학사
- 서울대학교 대학원 법학 석사
- 고려대학교 대학원 법학 박사과정 수료
- 튀빙겐에베르하드카를대학교 대학원 법학 박사
- 와세다대학 법학 명예박사
- 메이지대학 법학 명예박사

## 경력
- 1984년 ~ 1987년 : 고려대학교 법과대학 부교수
- 1984년 ~ 2011년 2월 : 고려대학교 법과대학 법학과 교수
- 1985년 : 대한상사중재원 중재인
- 1986년 ~ 1990년 : 독일 튀빙겐에베르하드카를대학교 객원교수
- 1990년 ~ 1997년 : 독일 마인츠대학교 객원교수
- 1995년 : 한국법학교수회 부회장
- 1996년 : 국가경쟁력연구원 이사장
- 1997년 ~ 1999년 : 독일 마부르크대학교 객원교수
- 1997년 : 한국발명진흥회 지적재산권 연구센터 비상임연구원
- 1997년 : 고려대학교 법학연구원 경제법 연구센터 소장
- 1998년 : 외교통상부 지적재산권부문 통상교섭 민간자문그룹 자문위원
- 1999년 ~ 1999년 : 뮌헨 막스 플랑크연구소 객원교수
- 1999년 : 고려대학교 법학연구원 지식재산권법연구센터 소장
- 1999년 : 한국방송연기자협회 저작권위원회 전문위원
- 1999년 : 대한중재인협회 상임위원
- 2000년 : 육군사관학교발전기금 감사
- 2000년 : 고려대학교경제인회 감사
- 2000년 : 한국복사전송권 관리센터 이사장
- 2002년 2월 ~ 2003년 2월 : 한국상사법학회 회장
- 2006년 1월 ~ 2008년 12월 : 한국법학교수회 회장
- 2008년 1월 ~ 2011년 2월 : 제17대 고려대학교 총장
- 2009년 4월 ~ 2011년 1월 : 사립대총장협의회 회장
- 2009년 7월 : 유엔 경제사회개발위원회 국제통신기술 및 개발연맹 전략기획위원
- 2009년 9월 : 헌법재판소 자문위원회 위원
- 2010년 4월 ~ 2011년 2월 : 제16대 한국대학교육협의회 회장
- 2010년 11월 : 중국 연변과학기술대학교 명예교수
- 2011년 1월 : 러시아 모스크바국립대학교 명예교수
- 2011년 1월 : 한일법학회 회장
- 2011년 2월 : 제9대 이승만건국대통령기념사업회 회장
- 2011년 3월 : 미국 조지워싱턴대학교 로스쿨 객원석좌교수
- 2011년 4월 ~ 2013년 5월 : 제3기 양형위원회 위원장
- ~ 2013년 3월 : CJ그룹 사외이사
- 2013년 3월 ~ 2019년 3월 : CJ제일제당 사외이사
- CJ제일제당 감사위원회 위원
- CJ제일제당 사외이사후보 추천위원회 위원장
- CJ제일제당 보상위원회 위원
- 2014년 ~ 2016년 : MBC시청자위원회 위원장
- 한미우호협회 고문
- 이승만건국대통령기념사업회 명예회장
- 2017년 1월 ~ 2021년 2월 : 제10대 대한중재인협회 회장
- 2017년 1월 ~ : 재단법인 한미동맹재단 고문
- 2021년 10월 ~ : 학교법인 재능학원 이사
- 2022년 4월 ~ : 학교법인 함주학원 이사
- 2024년 10월 ~ 2024년 10월: 조전혁 체인지캠프 선대위 고문단

| 전임 한승주 | 제17대 고려대학교 총장 2008년 2월 - 2011년 2월 | 후임 김병철 |